# Tepelparasolzwam
De tepelparasolzwam (Macrolepiota mastoidea) is een schimmel behorend tot de familie Agaricaceae. Hij leeft saprofiet. Hij komt voor in begraasde duingraslanden, wegbermen en gemengde bossen op droge voedselarme zandgrond. Het produceert vruchtlichamen van augustus tot november in overbelichte loof- en naaldbossen, aan hun rand, langs boswegen.

## Kenmerken
Hoed
De hoed is eivormig als hij jong is, later klokvormig, blijft lang convex met een gebogen rand, pas heel laat wordt hij plat en vertoont hij een duidelijke tepel in het midden van de hoed, vandaar de naam. De hoedkleur is roomwit en dicht bedekt met fijne oker-, hazelnoot- of roodbruine schubben, waarbij het midden van de hoed bijzonder dicht bedekt is met schubben zonder scherp te zijn gedefinieerd.
Lamellen
De lamellen staan vrij dicht bijeen. Ze zijn wit of bleek crème van kleur. Sommige lamellen zijn vertakt.
Steel
De steel heeft een lengte van 8 tot 11 cm en een dikte van 8 tot 14 mm. De kleur is crème tot lichtbruin. De steeloppervlak is wit en is bedekt met kleine, dicht bij elkaar gelegen geelbruine schubben. De witviltige basis is iets gezwollen. De steel heeft een dikke ring. 
Geur
De geur is zwak.
Sporen
De sporenkleur is wit. De sporen zijn glad, ellipsoïde en meten 13-17 × 8-10 µm.

## Verspreiding
De tepelparasolzwam is een Europese soort, sporadisch wordt hij ook hierbuiten gevonden . In Nederland komt hij zeldzaam voor. Hij staat op de rode lijst in de categorie 'Kwetsbaar'.